# Vehbi Koç

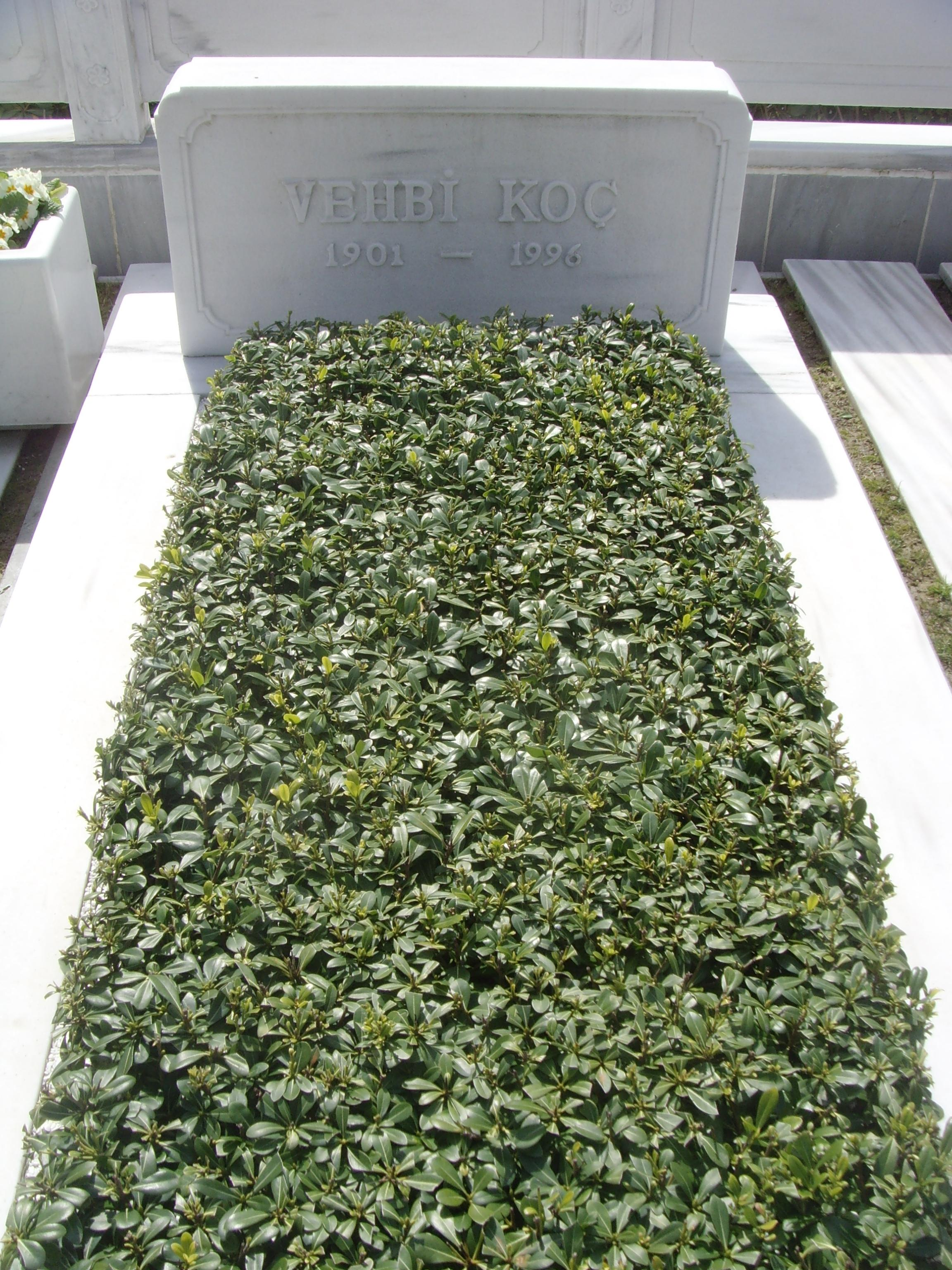
Grab in Levent

Ahmet Vehbi Koç (* 20. Juli 1901 in Ankara; † 25. Februar 1996 in Antalya) war ein türkischer Geschäftsmann, Philanthrop und Gründer der Koç Holding Durable Consumer Goods Group, die neben Unternehmen wie Beko oder Arçelik über 100 Gesellschaften mit knapp 56.000 Mitarbeitern umfasst.

## Leben
Vehbi Koç wurde 1901 in Ankara geboren, eigenen Aussagen nach begann er sein erstes Unternehmen mit 16 Jahren. Verbürgt dagegen ist die Übernahme des väterlichen Betriebes „Koçzade Ahmet Vehbi“ im Jahre 1927.
1938 meldete er das Unternehmen Koç Ticaret A.Ş. bei der Industrie- und Handelskammer von Istanbul an.
1942 wurde eine Vermögenssteuer eingeführt, die meistens als reich geltende Angehörige von Minderheiten (vor allem Armenier, Juden und Griechen) betraf und unter anderem das Ziel hatte, den Einfluss der nicht-türkischen Bevölkerung zu reduzieren beziehungsweise sie zu vertreiben. Vehbi Koç ergriff die Chance und übernahm zahlreiche enteignete oder kollabierte Fabriken und belebte sie wieder.
Zusammen mit General Electric errichtete er 1952 eine Produktionsanlage für Glühlampen in der Türkei. Der Erfolg dieser Unternehmung rechtfertigte seine Pläne, bisher importierte Güter in der Türkei zu produzieren. 1955 wurde das Unternehmen Arçelik gegründet, ein Jahr zuvor der Stahlproduzent Türk Demir Döküm. 1959 Otosan, der erste türkische Automobilproduzent. 1962 folgte Aygaz, der heutige Marktführer auf dem türkischen Gasmarkt.
Diese Unternehmen wurden 1963 zur Koç Holding Durable Consumer Goods Group zusammengefasst. Die Holding produzierte ab 1966 das erste türkische Automobil Anadolu. Die 1967 gegründete Konservenfabrik TAT beschränkte sich zunächst auf Tomatenmark, heute ist sie einer der größten Dosennahrungproduzenten im Nahen Osten. 1968 wurde zusammen mit Fiat das Unternehmen Tofaş gegründet, das 1971 mit der Produktion des Modells Murat begann.
1984 zog sich Koç aus dem Geschäftsleben zurück und widmete sich zunehmend wohltätigen Zwecken. Im Jahre 1987 wurde er von der International Chamber of Commerce zum Geschäftsmann des Jahres ernannt, der Preis wurde ihm während der Feierlichkeiten in Neu-Delhi vom indischen Premierminister Rajiv Gandhi übergeben.
Am 14. Juni 1994 wurde die von Koç gegründete Turkish Family Health and Planning Foundation, vom damaligen UN-Generalsekretär Boutros-Ghali mit dem World Population Planning Award ausgezeichnet.
Koç starb am 25. Februar 1996 in Antalya.

## Soziales Wirken
Schon in den frühen Jahren engagiert sich Vehbi Koç in vielen sozialen Bereichen. 1946 gründete er das Vehbi Koç Studentenwohnheim und half finanziell bei dem Aufbau der medizinischen Fakultät von Ankara (1963) und dem Kardiologischen Institut der Istanbul Universität (1964) mit. 1967 unterstützte er die Gründung der Turkish Education Foundation. Die Atatürk Bibliothek in Istanbul wurde von Koç im Jahre 1976 gestiftet.
Er veröffentlichte mehrere Bücher, darunter:
- 1973 Hayat Hikayem (meine Lebensgeschichte)
- 1987 Hatıralarım, Görüşlerim, Öğütlerim (meine Erinnerungen, Ansichten, Ratschläge)

## Philosophie
Nach seinem Rückzug aus dem Geschäftsleben hinterließ der Unternehmensgründer das Schriftstück Hedefler ve İlkeler („Ziele und Prinzipien“), ein Auszug daraus besagt (frei übersetzt):
„Mein Erbe ist: Ich existiere, so lange mein Staat und meine Heimat existieren. Wir können nur in einer Demokratie leben. Daher müssen wir all unsere Anstrengungen darauf richten, die Ökonomie unserer Nation zu stärken. Denn mit unserer Wirtschaft wird sich auch unsere Demokratie entfalten können.“